# Tony Binetti
Anthony Michael Binetti, detto Tony (Renton, 8 agosto 1983), è un ex cestista statunitense con cittadinanza italiana.

## Carriera
Cresciuto negli Stati Uniti nella Seattle Pacific University, venne ingaggiato in Italia dalla Fortitudo Bologna per i play-off di Serie A 2005-06. L'anno successivo gioca a Castelletto Ticino in Legadue e nel 2007-08 passa in Spagna nella seconda divisione con il Beirasar Rosalia. Nella stagione 2008-09 torna in Italia all'Orlandina Basket ma in seguito dell'esclusione della società siciliana resta senza squadra.
Il 18 novembre 2008 viene ingaggiato dalla Pallacanestro Cantù visto l'infortunio del play naturalizzato Giovacchini.
Il 29 gennaio del 2009 torna in Legadue con il New Basket Brindisi e, per la stagione 2009/2010, con la Dinamo Sassari.
Nel 2010 si trasferisce dalla Dinamo Sassari (ormai in serie A) al Veroli Basket.
Il 3 novembre 2011, dopo essersi allenato con la squadra per 2 settimane, firma con la Dinamo Sassari con la quale giocherà nel campionato di Serie A alla conquista della quale aveva contribuito nella stagione 2009/10.
Il 7 agosto 2012 viene confermato come straniero da Eurocup alla Dinamo Sassari.

## Palmarès
- Coppa Italia di Legadue: 1
 Veroli Basket: 2011